# Rolf Gävert
Rolf Gävert, född den 26 december 1937, död den 20 maj 2012, från Säterud, Gunnarskogs församling,  i Värmland, var en svensk orienterare och stigfinnare. Han tävlade i orientering för Sälboda GOIF, Gunnarskogs IK, OK Jösse och Västvärmlands OK. Rolf Gävert var aktiv inom orienteringsporten under många år, bland annat tog han veteran-SM-guld 1992 och veteran SM-silver 1994. Han blev distriktsmästare i både orientering och skidorientering för Värmland vid flertalet tillfällen, bland annat nattorientering-mästare i H50 fyra gånger (1990,1991,1992 och 1994). Han vann Värmlandskavlen i orientering med Gunnarskogs IK. 
I skidorientering tog Gävert sin första SM-medalj som junior. På distriktsnivå blev det medaljer i de flesta klasserna genom åren. Han blev också distriktsmästare i lag i skidorientering med Gunnarskogs IK. I veteran-SM i skidorientering tog han silver 2006 och 2007.  
I kraftprovet Internationella Fjällorienteringen, en patrulltävling i orientering över tre dagar, segrade Rolf Gävert tillsammans med en kamrat flera gånger. Första segern 1986 i patrull med Kjell Green från Kils OK. Rolf sprang med andra löpare och vann tävlingen vid flertalet tillfällen samt nådde en rad pallplaceringar. Sin sista seger i Fjällorienteringen tog han återigen i patrull med Kjell Green, 2007. Senaste Fjällorienteringen gjorde Rolf 2009 och kom då på andra plats. 